# أداماس (مسلسل)
أداماس (بالكورية: 아다마스)؛ هو مسلسل تلفزيوني كوري جنوبي، من بطولة جي سونغ، سيو جي-هاي ولي سو كيونغ. عرض على قناة تي في إن من 27 يوليو إلى 15 سبتمبر 2022. تم بثه يومي الأربعاء والخميس، كما انه متاح على منصة ديزني+ في مناطق مختارة.

## القصة
تروي قصة شقيقين توأمين (جي سونغ) يقاتلان ضد الشر لكشف النقاب عن الحقيقة وراء جريمة قتل حدثت قبل 22 عامًا، من أجل تبرئة والدهم البيولوجي الذي اتهم بقتل زوج والدتهم بعد سماعهم عن أن تاريخ عقوبة الإعدام قد تم تحديده.

## طاقم

### رئيسي
- جي سونغ في دور وو شين / سو هيون[4]
- سيو يي هاي في دور إيون هاي سو[8]
- لي سو كيونغ في دور كيم سيو هي[4]

### داعم
- سيو هيون-وو في دور كوون هيون-جو[9]
- أوه داي-هوان في دور قائد الفريق أ[10]
- جوو ايون في دور دور بارك يو وون[11]
- شين هيون سيونغ في دور دونغ ريم[12]
- لي سي وون في دور السكرتيرة يون[13]
- هيو سونغ تاي في بدور تشوي تاي سيونغ / الرئيس تشوي.[14]
- لي جيونغ يونغ في بدور كوون جاي يو[15]
- وو هيون جو في دور السيدة أوه[16]
- بارك هاي يون في دور ايس سون[17]
- هوانغ جونغ مين[18]

### ظهور خاص
- أهن بو هيون في دور كوون مين-جو[19]
- كو كيو بيل كرئيس للقسم الخاص بمكتب المدعي العام لمنطقة جونغام.[20]

## المشاهدات
| الموسم | الموسم | رقم الحلقة | رقم الحلقة | رقم الحلقة | رقم الحلقة | رقم الحلقة | رقم الحلقة | رقم الحلقة | رقم الحلقة | رقم الحلقة | رقم الحلقة | رقم الحلقة | رقم الحلقة | رقم الحلقة | رقم الحلقة | رقم الحلقة | رقم الحلقة | المتوسط |
| الموسم | الموسم | 1          | 2          | 3          | 4          | 5          | 6          | 7          | 8          | 9          | 10         | 11         | 12         | 13         | 14         | 15         | 16         | المتوسط |
| ------ | ------ | ---------- | ---------- | ---------- | ---------- | ---------- | ---------- | ---------- | ---------- | ---------- | ---------- | ---------- | ---------- | ---------- | ---------- | ---------- | ---------- | ------- |
|        | 1      | 810        | 658        | 758        | 705        | 597        | 700        | 630        | 676        | 629        | 602        | 567        | 653        | 697        | 662        | 560        | 722        | 664     |

| الحلقات | تاريخ البث     | تقييمات "نيلسن كوريا" | تقييمات "نيلسن كوريا" |
| الحلقات | تاريخ البث     | على الصعيد الوطني     | منطقة العاصمة         |
| --- | -------------- | --------------------- | --------------------- |
| 1 | 27 يوليو 2022  | 3.502%                | 3.607%                |
| 2 | 28 يوليو 2022  | 2.849%                | 3.004%                |
| 3 | 3 أغسطس 2022   | 3.339%                | 3.577%                |
| 4 | 4 أغسطس 2022   | 3.068%                | 2.917%                |
| 5 | 10 أغسطس 2022  | 2.669%                | 2.826%                |
| 6 | 11 أغسطس 2022  | 2.851&                | 2.586%                |
| 7 | 17 أغسطس 2022  | 2.866%                | 2.935%                |
| 8 | 18 أغسطس 2022  | 3.233%                | 3.057%                |
| 9 | 24 اغسطس 2022  | 2.833%                | 2.752%                |
| 10 | 25 اغسطس 2022  | 2.866%                | 2.854%                |
| 11 | 31 أغسطس 2022  | 2.694%                | 2.442%                |
| 12 | 1 سبتمبر 2022  | 3.024%                | 3.004%                |
| 13 | 7 سبتمبر 2022  | 3.139%                | 3.128%                |
| 14 | 8 سبتمبر 2022  | 2.958%                | 3.109%                |
| 15 | 14 سبتمبر 2022 | 2.869%                | 2.736%                |
| 16 | 15 سبتمبر 2022 | 3.358%                | 3.568%                |
| المعدل | المعدل         | 3.007%                | 3.006%                |
| - تُبث هذه الدراما على قناة الكابل / التلفزيون المدفوع الذي عادةً ما يكون جمهورها أصغر نسبيًا مقارنةً بالمحطات التلفزيونية / العامة (KBS ، SBS ، MBC ، EBS). |                |                       |                       |

## الإنتاج

### صناعة
- التخطيط العام : هونغ كي سونغ (tvN).[1]
- تخطيط الإنتاج : كيم جاي هيون (S.D).[1]
- فريق العمل : ميس إنترتينمنت.[22]
- إخراج وكتابة : المسلسل من إخراج بارك سيونغ وو (مخرج قسم الدراما ام بي سي سابق)، من أعماله التي اخرجها مسلسل أحترس (2017)، الربيع القادم (2019)، كايروس (2020).[23] ومن كتابة تشوي تاي كانغ وهو أول مشروع له.[24]

## روابط خارجية
- الموقع الرسمي
 (بالكورية)
- أداماس على موقع IMDb (الإنجليزية)
- أداماس على موقع قاعدة بيانات الفيلم (الإنجليزية)
- أداماس على هانسينما